# Née de la lune
Albums de La Bamboche
La Saison des amours
(1978)
Née de la lune est le sixième album du groupe folk français La Bamboche et son cinquième album studio, sorti en 1980 en disque vinyle et en cassette audio,. Il s'agit du tout dernier album du groupe.

## Historique
Deuxième album de la formation dite "électrique" de La Bamboche, Née de la lune sort en 1980, après 3 années de tournée de cette formation. 
Cet enregistrement comprend essentiellement des compositions des membres du groupe. "La bourrée infernale" reste le morceau emblématique de La Bamboche de cette époque. Le groupe a changé, le musicien venu du jazz Pierre "Tiboum" Guignon remplace le batteur Bernard "Beps" Chauchat. Plus tard, le percussionniste Michel Di Napoli rejoindra le groupe tandis que le contrebassiste Michel Poncet remplacera Jacques Boisset,. 
Avec cet album, la Bamboche entame une nouvelle évolution : le groupe semble quitter le folk pour entrer dans un nouvel univers musical teinté de rock, de pop, de chanson et malgré tout, de musique traditionnelle. Les musiques sont, dans l'ensemble, des compositions des artistes et les textes, poétiques et réalistes, sont signés La Bamboche. La vielle à roue en pochette de l'album est celle d’Évelyne Girardon (luthier Jean-Luc Bleton),. 
Pendant la tournée de soutien à l'album, le groupe se produit notamment le 27 mars 1981 à Maison de la Culture de La Rochelle (programmé par "paroles et images d'ici"). 
Il s'agit du tout dernier album de La Bamboche qui, électrifiée, n'a pas su conquérir un nouveau public. 
Le groupe se séparera en 1983,.

## Liste des titres
Cet album se compose de, : 
| No  | Titre                                             | Crédits                             | Durée |
| --- | ------------------------------------------------- | ----------------------------------- | ----- |
| 1.  | Bourrée infernale                                 | Jean Blanchard                      | 3:05  |
| 2.  | Si j'avais une amie / Brume noire                 | Jean Blanchard // Evelyne Girardon  | 4.43  |
| 3.  | Romarin                                           | Daniel Olivier                      | 4:24  |
| 4.  | La Gare de Moulins                                | Jean Blanchard                      | 3:14  |
| 5.  | La Bourrée du diable                              | Jean Blanchard                      | 2:33  |
| 6.  | La Route de Padoue                                | Évelyne Girardon                    | 3:42  |
| 7.  | Je suis née sous la lune                          | Évelyne Girardon                    | 3:24  |
| 8.  | Les Chavans                                       | Évelyne Girardon                    | 2:42  |
| 9.  | Laissez Faire                                     | Traditional Adapt. Évelyne Girardon | 5:16  |
| 10. | Scottish des Réaux (1.18) / La Boulangerie (1.36) | Jean Blanchard // Evelyne Girardon  | 2:54  |
| 11. | C'est à vous les jeunes filles                    | Traditional Adapt. Yvon Guilcher    | 3:00  |
| 12. | En passant par Lyon                               | Daniel Olivier                      | 3:31  |

## Personnel

### La Bamboche
Source,
- Jean Blanchard (violon, cornemuse, épinette des Vosges, chant)
- Daniel Olivier (guitares, chant)
- Evelyne Girardon (vielle à roue, chant)
- Jacques Boisset (basse, chant)
- Pierre Guignon (batterie, percussions, chant)

## Crédits
- Prise de son : Bruno Menny
- Enregistré au Studio Frémontel, Normandie
- Conception graphique : Ruiz & Carlier
- Distribution : WEA Filipacchi music (référence : WE 351)[9]